# Alberto Tonzig
Alberto Tonzig (...) è un ex cestista italiano.
È il padre del cestista Giorgio Tonzig.

## Carriera

Formazione del Petrarca nella stagione 1965-66. Alberto Tonzig è il secondo in ginocchio da destra.

Comincia nel CUS Padova. Ha giocato per la Pallacanestro Petrarca Padova facendo parte della formazione che nel 1965-1966 arrivò terza in Serie A.
Inoltre nel biennio 1966-1967 ha vestito la maglia azzurra con la selezione militare.